# Viaduc de l'Eau Rouge
Le viaduc de l'Eau Rouge est un viaduc autoroutier assurant le passage de l'E42 entre Verviers et Malmedy.
Il surplombe le pouhon de Bernister.
La vallée est d'une taille beaucoup plus importante que ne le laisse supposer le débit de la rivière. La partie haute de la rivière fut en fait captée par une autre rivière de la région, le Trôs Marets. La vallée accueillit un temps également le cours de la Warche.
Le viaduc est d'une longueur de 650 mètres de long pour 45 mètres de hauteur. Il présente une travée de 270 mètres permettant d'éviter le fond de vallée, marécageux et acide.

## Source

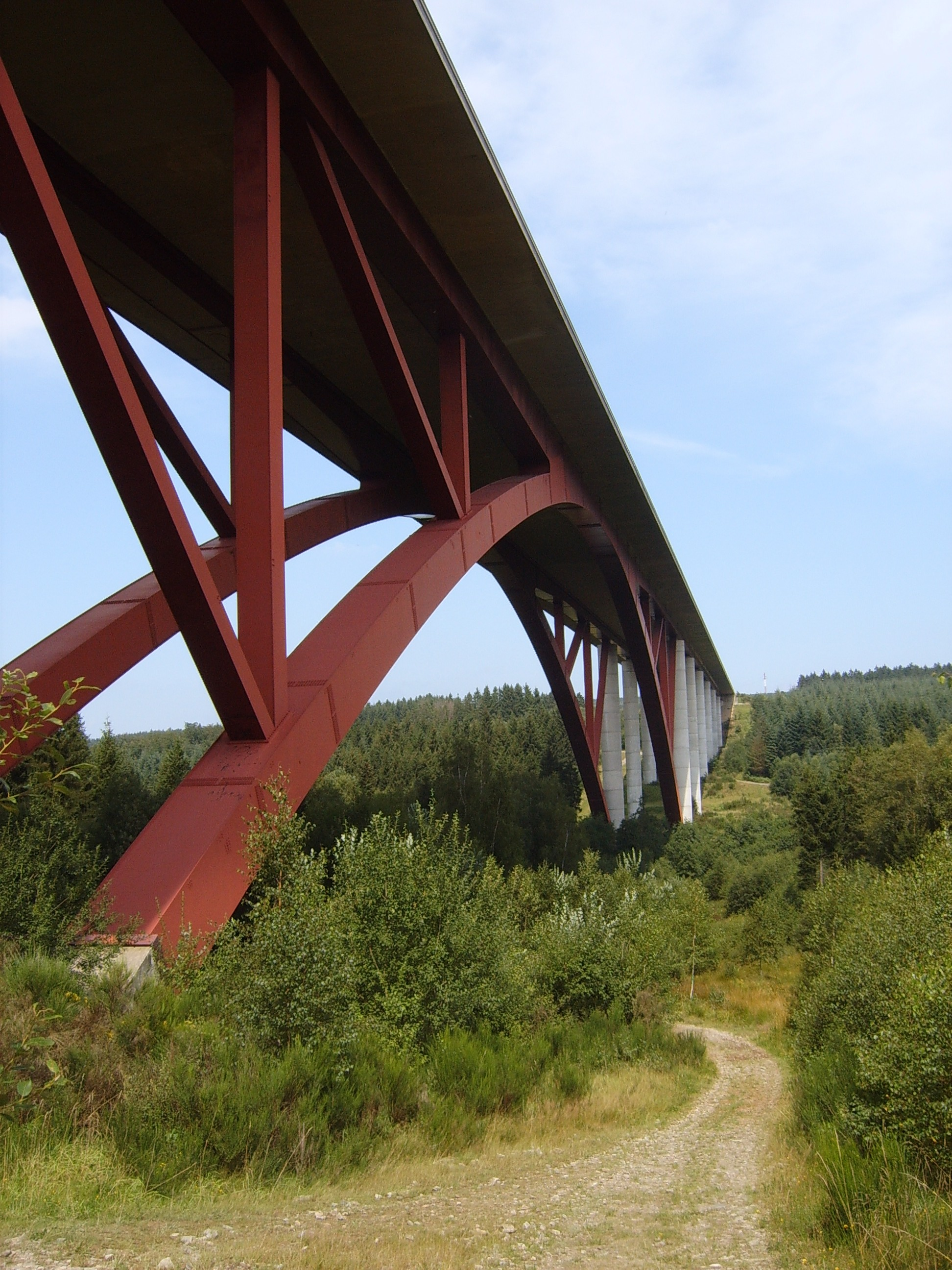
Vu du sol

- Viaduc de l'Eau Rouge sur Structurae.